# Prionyx sirdariensis
Prionyx sirdariensis är en biart som först beskrevs av Oktawiusz Radoszkowski 1877.
Prionyx sirdariensis ingår i släktet Prionyx och familjen grävsteklar. Inga underarter finns listade i Catalogue of Life.